# Verkürzungskondensator
Ein Verkürzungskondensator ist ein Kondensator, der zur elektrischen Verkürzung von Antennen dient. Er wird mit der Antenne in Reihe geschaltet und soll von möglichst hoher Güte sein.
Zur Vermeidung elektrischer Aufladungen der Antennenspitze wird parallel zu einem Verkürzungskondensator ein Überspannungsableiter geschaltet.